# Вайоцдзорская область
Вайоцдзо́рская о́бласть (арм. Վայոց Ձորի մարզ) или сокращённо Вайо́ц Дзор (арм. Վայոց Ձորо файле [vɑjˌɔt͡sʰ ˈd͡zɔɾ]) — область в Армении. Расположена на юго-востоке страны. Административный центр — Ехегнадзор, другие города — Джермук, Вайк. Вайоцдзорская область — наименее населённая среди областей Армении. Область граничит на западе с Араратской областью, на севере с Гегаркуникской областью, на северо-востоке с Кельбаджарским районом Азербайджана, на востоке с Сюникской областью и на юге с Нахичеванской Автономной Республикой.
Проходит строительство туннеля Джермук — Арпа — Севан, построен отель «Резорт», канатная дорога и новый акведук «Гндеваз».

## Исторический очерк
Археологические раскопки показали, что территория Вайоц-Дзора была заселена с древнейших времён. На территории области были обнаружены кинжалы, пряжки, браслеты, кольца и другие предметы, относящиеся к бронзовому веку. В Вайоцдзорской области также обнаружена древнейшая в мире кожаная обувь, возраст которой более 5500 лет. В период существования Великой Армении (II век до н. э. — V век н. э.) территория Вайоц-Дзора входила в состав провинции Сюник этого государства, в IX—XI веках — в состав Армянского царства Багратидов. В средние века Вайоц-Дзор принадлежал князьям из рода Орбелян и Прошян. В начале XIX века территория области была присоединена к Российской империи, в составе которой сначала являлась частью Армянской области (1828-1840), затем Нахичеванского (1840-1874) и Шаруро-Даралагезского (1874-1917) уездов.
Современная Вайоцдзорская область была образована законом об административно-территориальном делении Республики Армения от 7 ноября 1995 года, в результате объединения Вайкского и Ехегнадзорского районов Армении.

## Население

### Национальный состав
| Национальность        | Перепись 2001 года | Доля населения адм.-терр. единицы | Перепись 2011 года | Доля населения адм.-терр. единицы |
| --------------------- | ------------------ | --------------------------------- | ------------------ | --------------------------------- |
| Всё население         | 55 997             | 100 %                             | 52 324             | 100 %                             |
| Армяне                | 55 877             | 99,79 %                           | 52 187             | 99,74 %                           |
| Русские               | 71                 | 0,13 %                            | 77                 | 0,15 %                            |
| Украинцы              | 16                 | 0,03 %                            | 20                 | 0,04 %                            |
| Другие и не указавшие | 33                 | 0,06 %                            | 40                 | 0,08 %                            |

## Статистические показатели области по состоянию на 2003 год
Валовый объём продукции: промышленность — 2,5 млрд драмов в год, сельское хозяйство — 9 млрд драмов.
В Вайоцдзорской области — 75000 га земли, из них: 48000 га отведены под пастбища, 20000 га пригодны для посева, 17000 га земель не обрабатываются и не орошаются из-за отсутствия воды, 6000 га — посевные земли, ежегодно обрабатываемые, 2000 га — плодовые сады и виноградники. Основные направления развития промышленности — виноделие и производство минеральной воды «Джермук». Основные направления развития сельского хозяйства: виноградарство, земледелие и животноводство. В области 44 общины: 3 — городские (Ехегнадзор, Вайк, Джермук), 41 — сельские. Объём туризма — 5000 человек ежегодно. Бюджет Вайоцдзорской области — 855 млн драмов. Капитальное строительство осуществляется на 430 млн драмов, из них 120 млн драмов тратится на ремонтные работы. В области 51 школа и 23 детских сада.

## Транспорт
Через Вайоцдзорскую область проходит трасса, соединяющая Ереван и основную часть Армении с Ираном, непризнанной Нагорно-Карабахской Республикой и Сюникской областью. Трасса проходит через города Ехегнадзор и Вайк, но не проходит через город-курорт Джермук, к которому отходит отдельная вспомогательная дорога от трассы. Вторая по значимости трасса — это Ехегнадзор—Мартуни, которая соединяет южную часть Армении с её восточной и северо-восточной частью. Трасса проходит по территории Гегаркуникской и Вайоцдзорской областей.
Строительство железной дороги Иран—Армения, которая, согласно проекту, проходит по территории области, придаёт экономике края новый мощный импульс развития.

## Природа и достопримечательности
Большая часть территории области — это возвышенность, лишённая лесного покрова; только 20 % её земли обрабатывается. По территории области протекают реки Ехегис и Арпа. На высотах верхнего течения Арпы образовались водопады Джермука (высотой более 60 м) и Гергера. На реке Арпа находится Кечутское водохранилище, снабжающее по Арпа-Севанскому водоканалу озеро Севан. Южная часть области богата флорой, медицинскими травами, источниками, фруктовыми деревьями и разнообразными видами животных. Имеются множество минеральных родников, в числе которых — минеральная вода Джермук. На севере Вайоц-Дзора локализуется Селимский перевал (2410 м). Регион славится своими горными ландшафтами. Горные долины и плоскогорья, ущелья, реки, пещеры (самая крупная и известная — Пещера Магила), альпийские пастбища и маленькие озёра являются достопримечательностями Вайоц-Дзора.
На территории области находится монастырский комплекс Нораванк, построенный в XIII—XIV веках. Вокруг монастыря расположен также национальный парк. Здесь были обнаружены остатки древних поселений — Ехегис (V—VIII вв.), Моз (II тыс. до н. э. — по XV в н. э.), Прошаберд (VIII в.), Смбатаберд (X—XIII вв.) и крепостей Бердакар (V в.) и Кечут (X—XIV вв.). В Вайоц-Дзоре находятся также монастыри Гндеванк (X в.), Танаат (XIII в.) и Спитакавор (XIV в.).

## Галерея

Природа
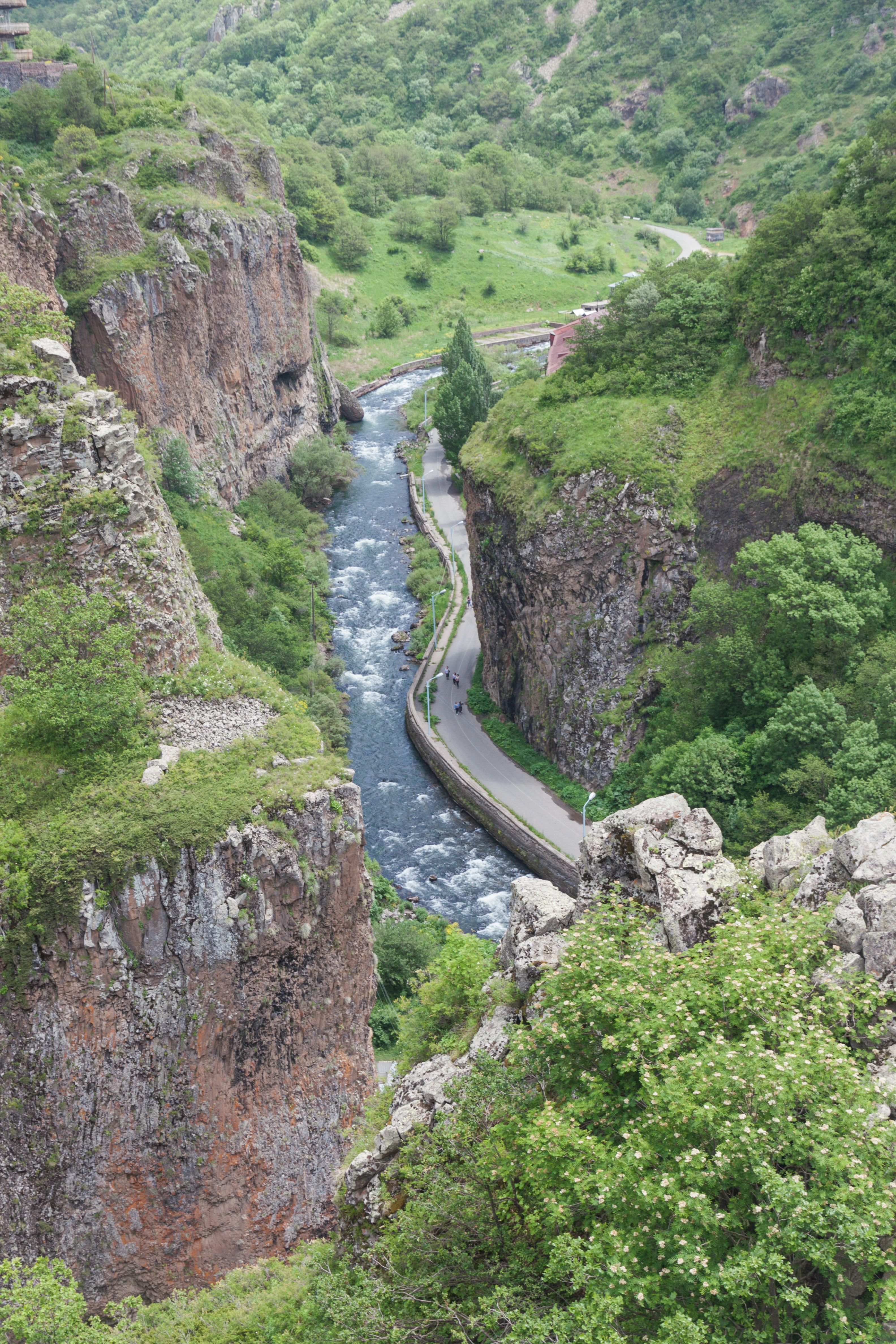
Река Арпа
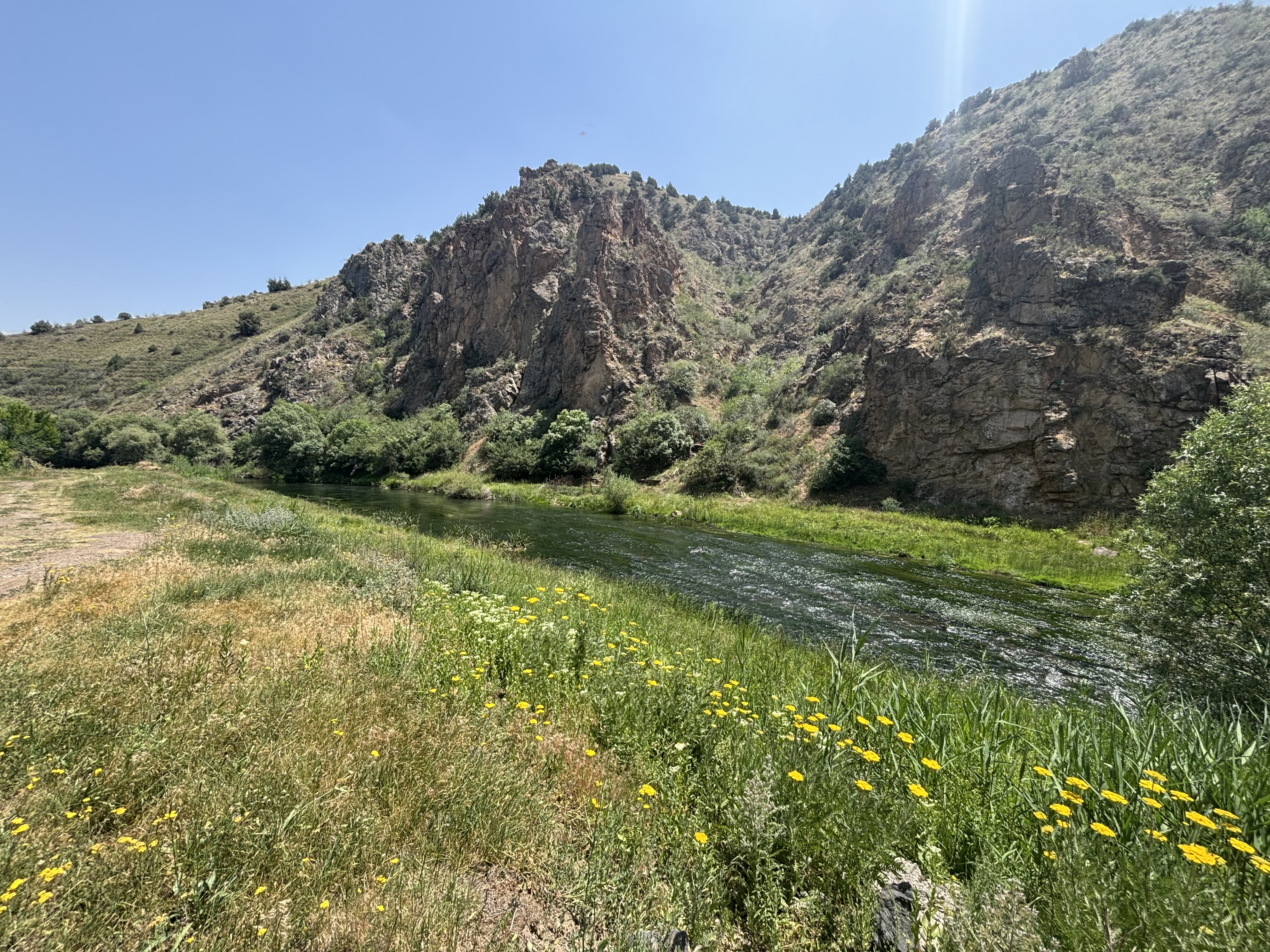
Река Арпа в районе села Вайк
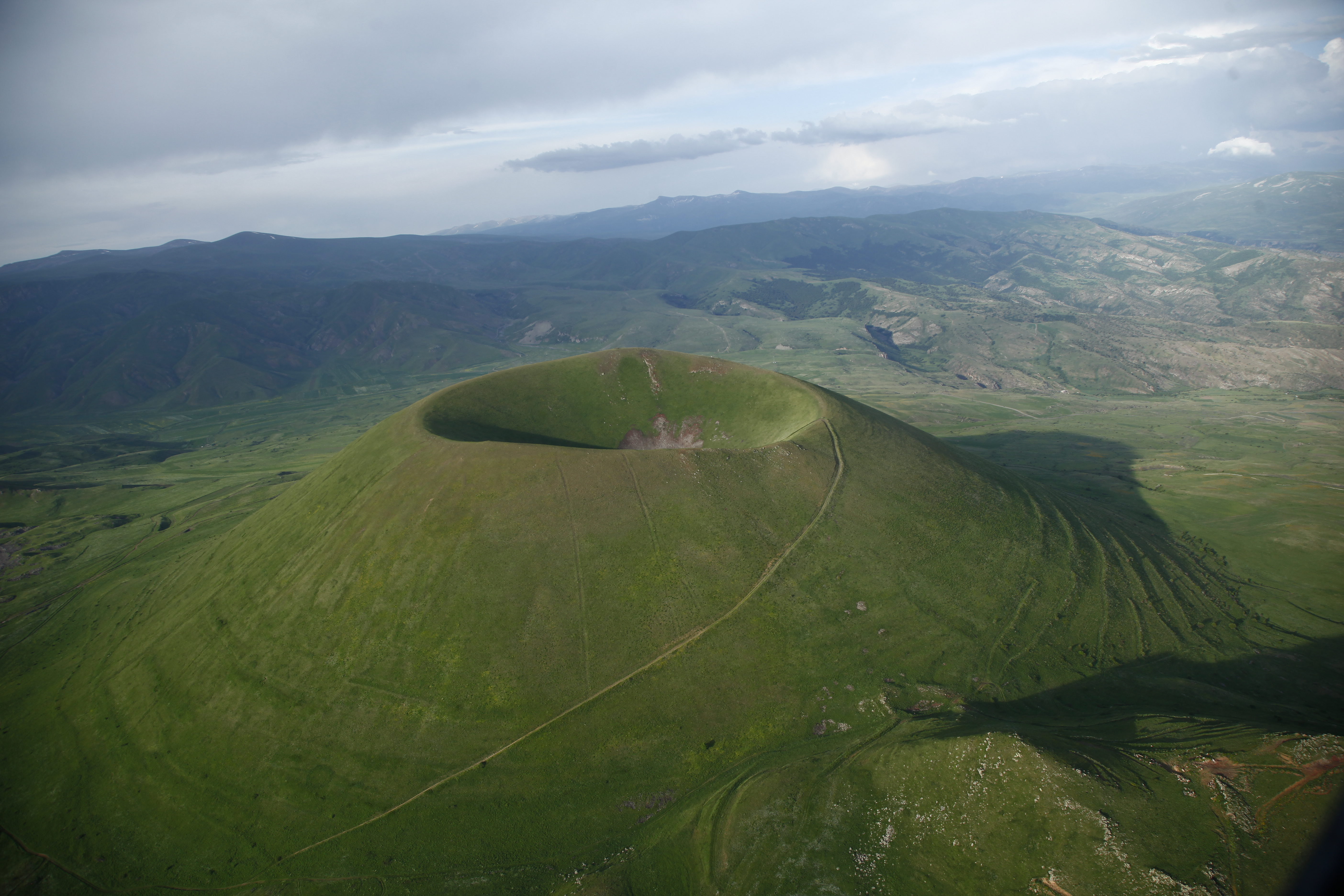
Потухший вулкан. Гора Вайоц
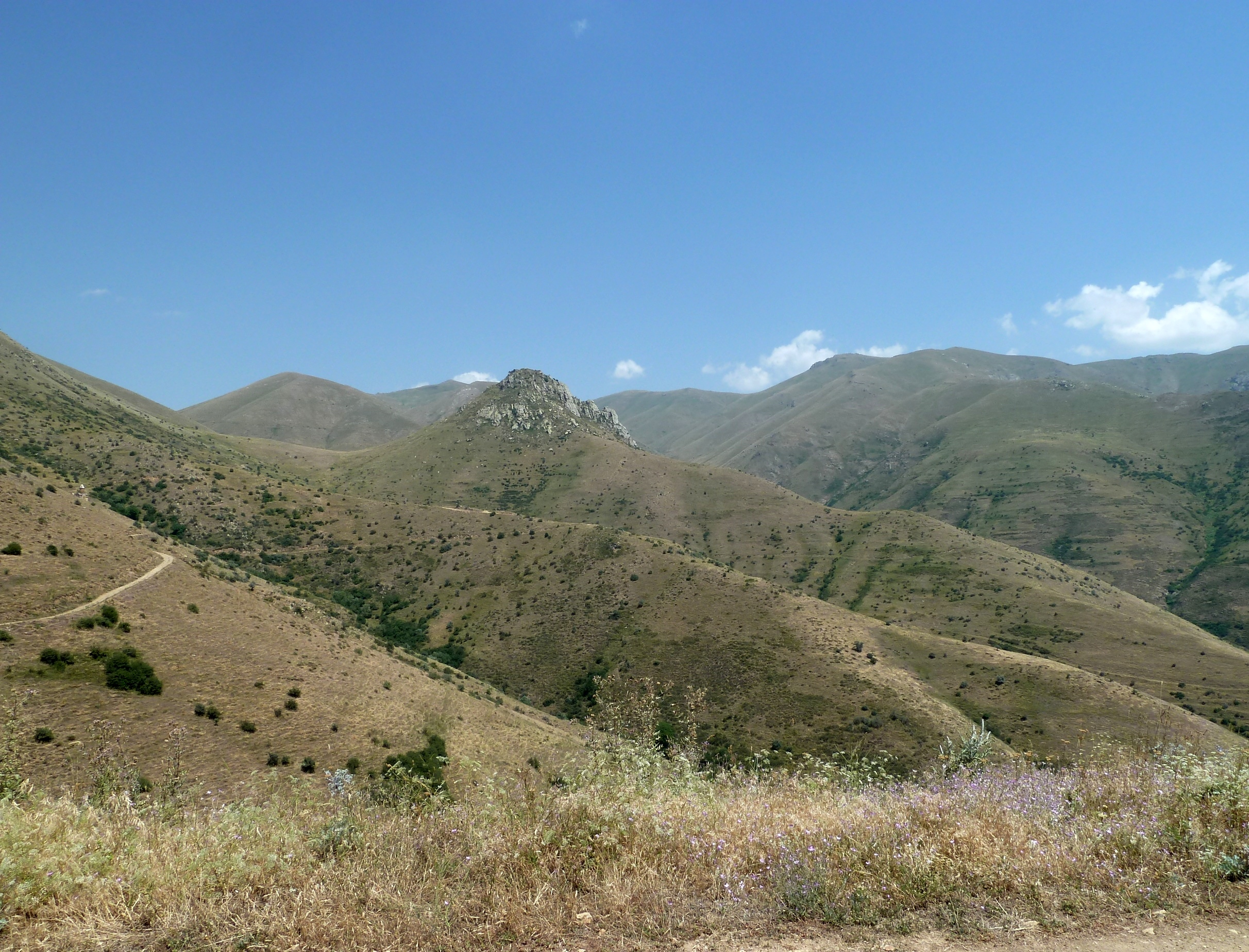
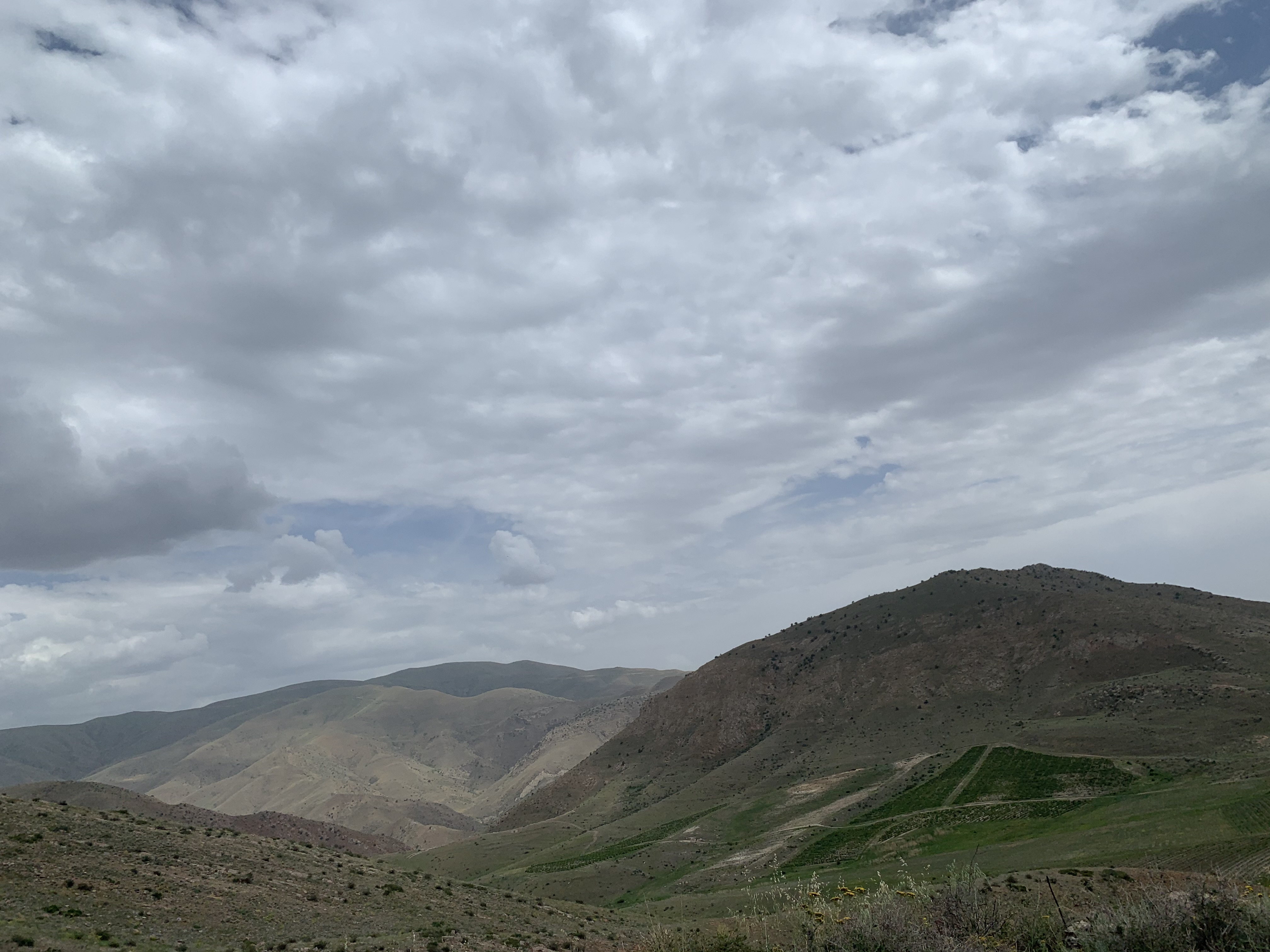
В районе села Тигранашен
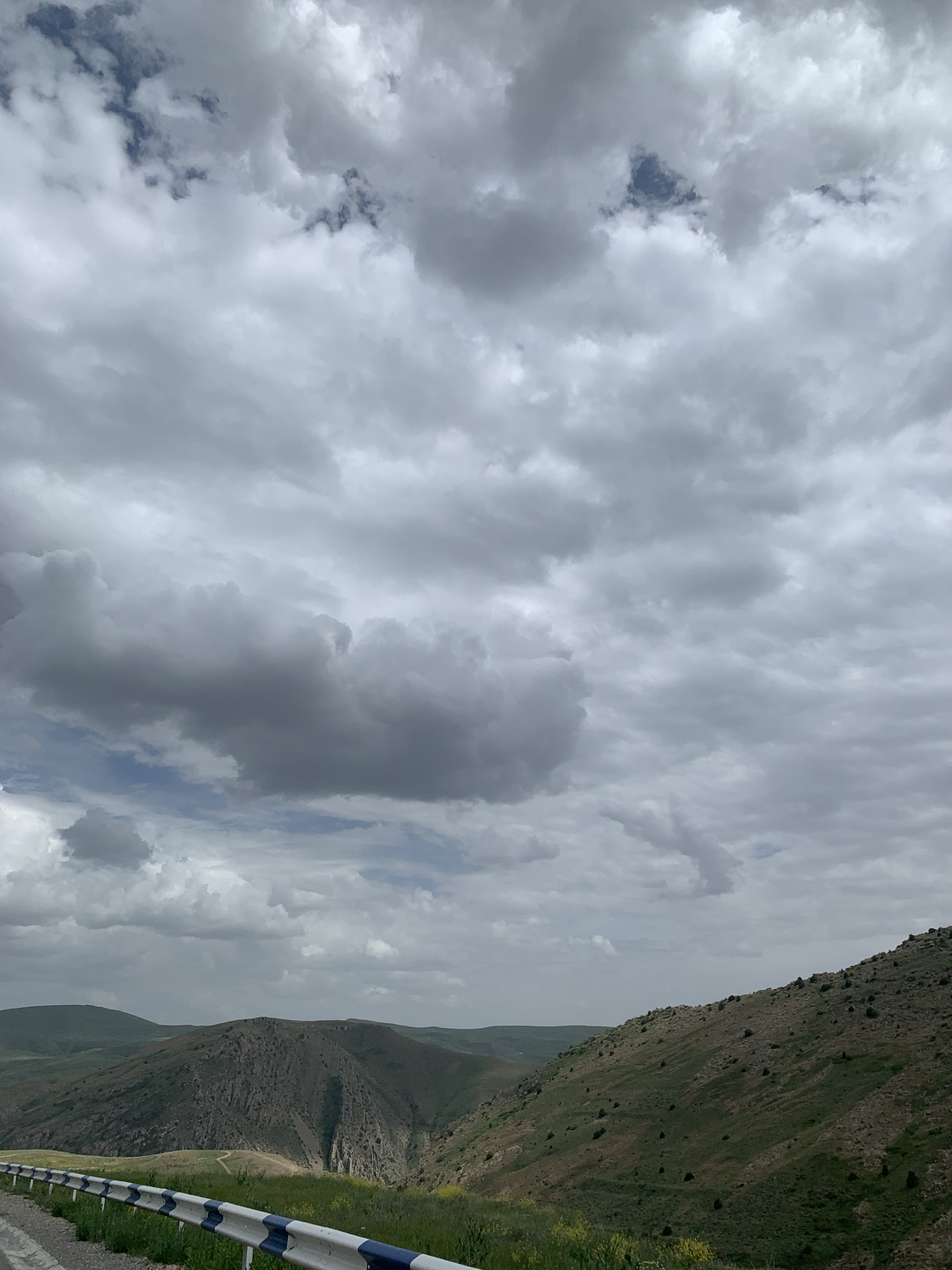
В районе села Урцаландж
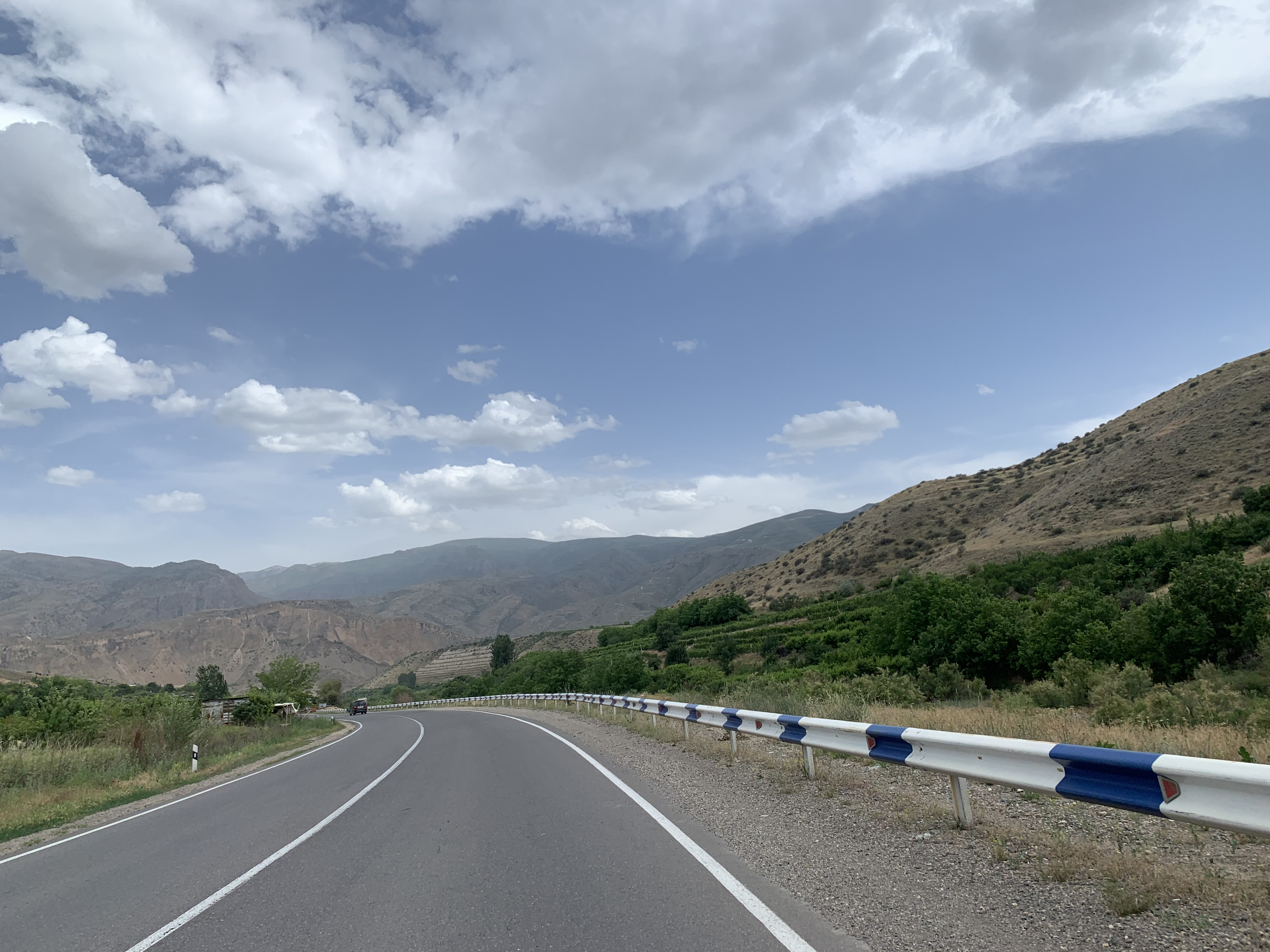
Чива - Арени
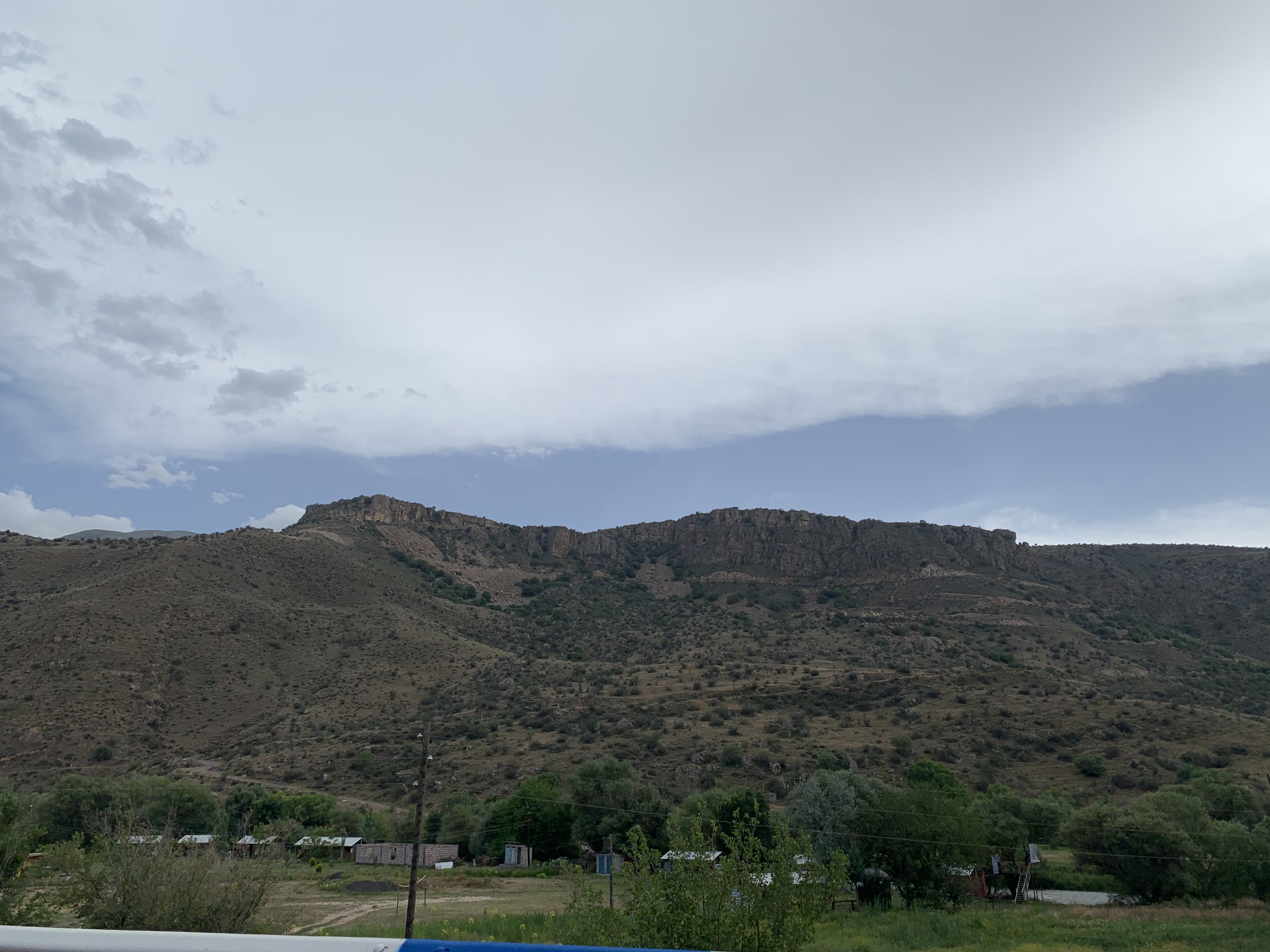
По дороге к селу Арпи
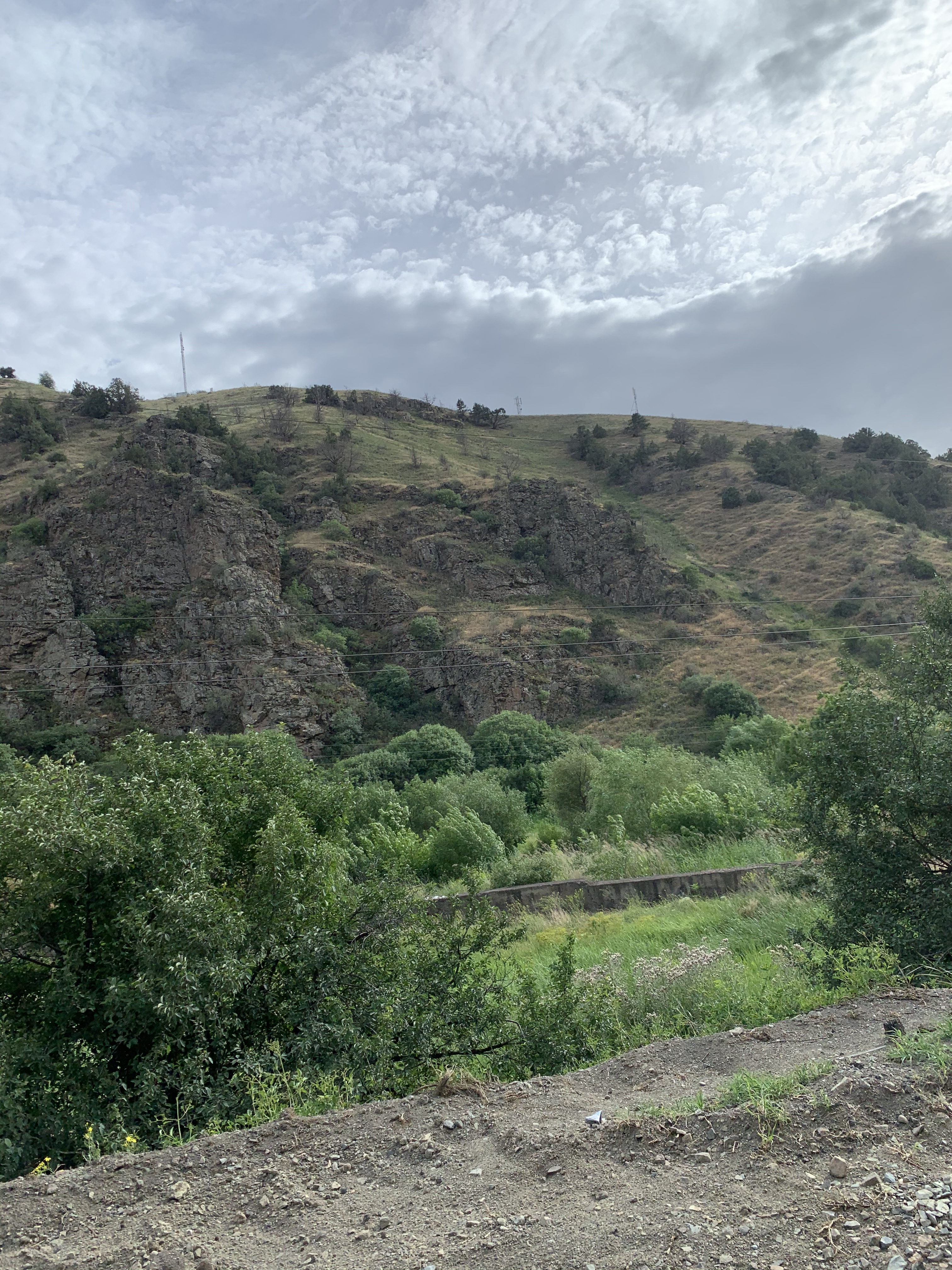
Между Вайком и рекой Гергер
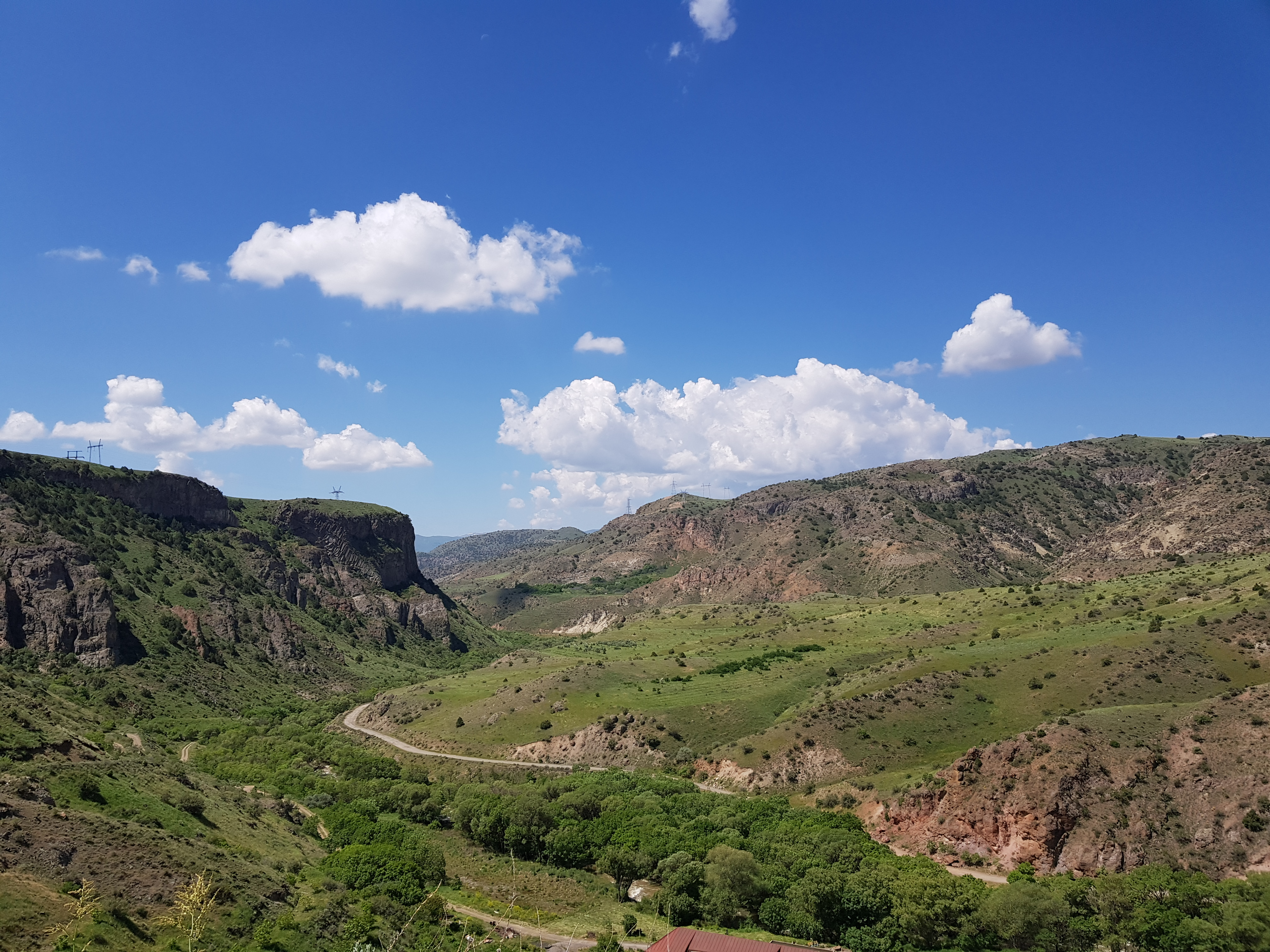
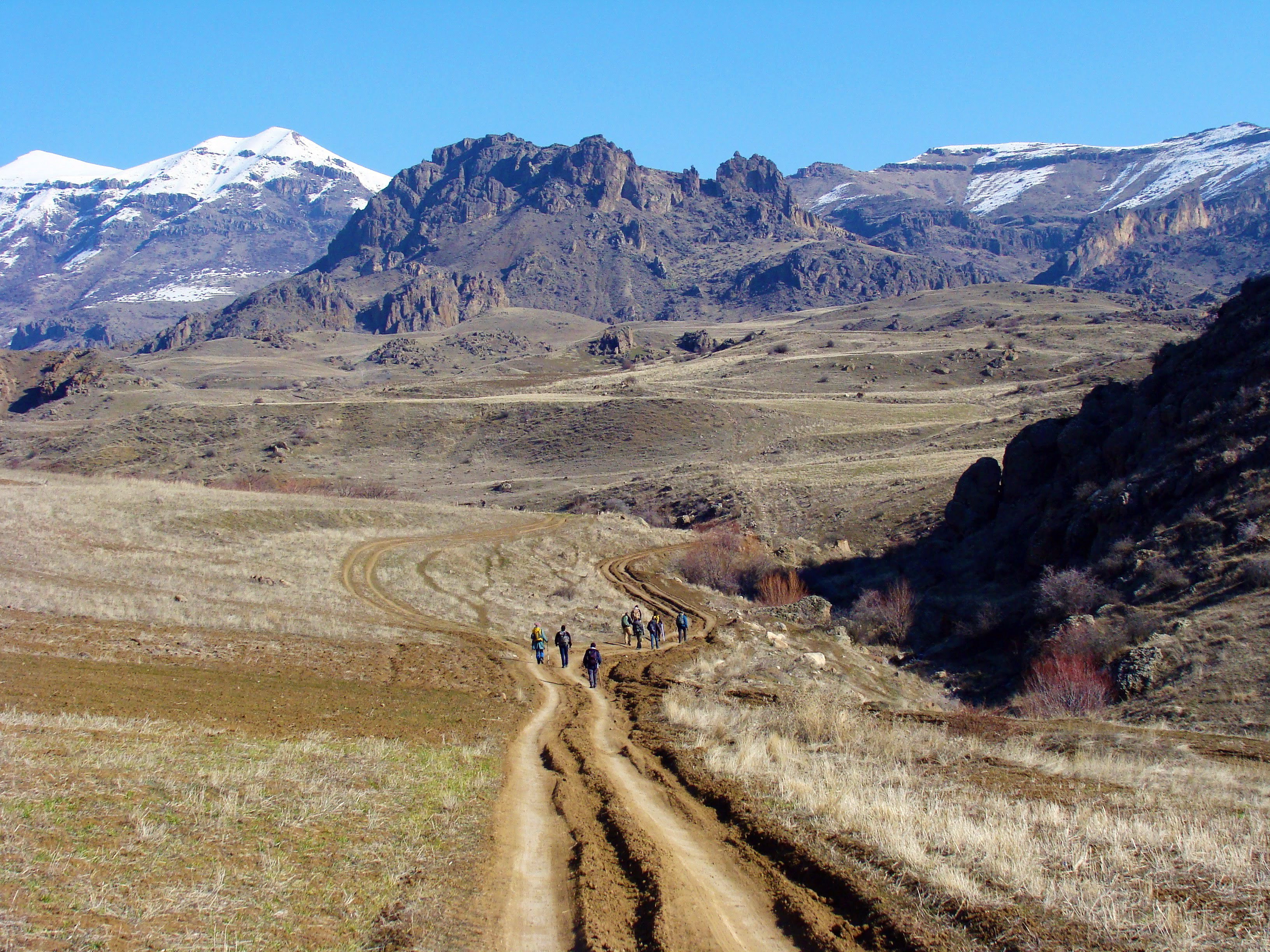
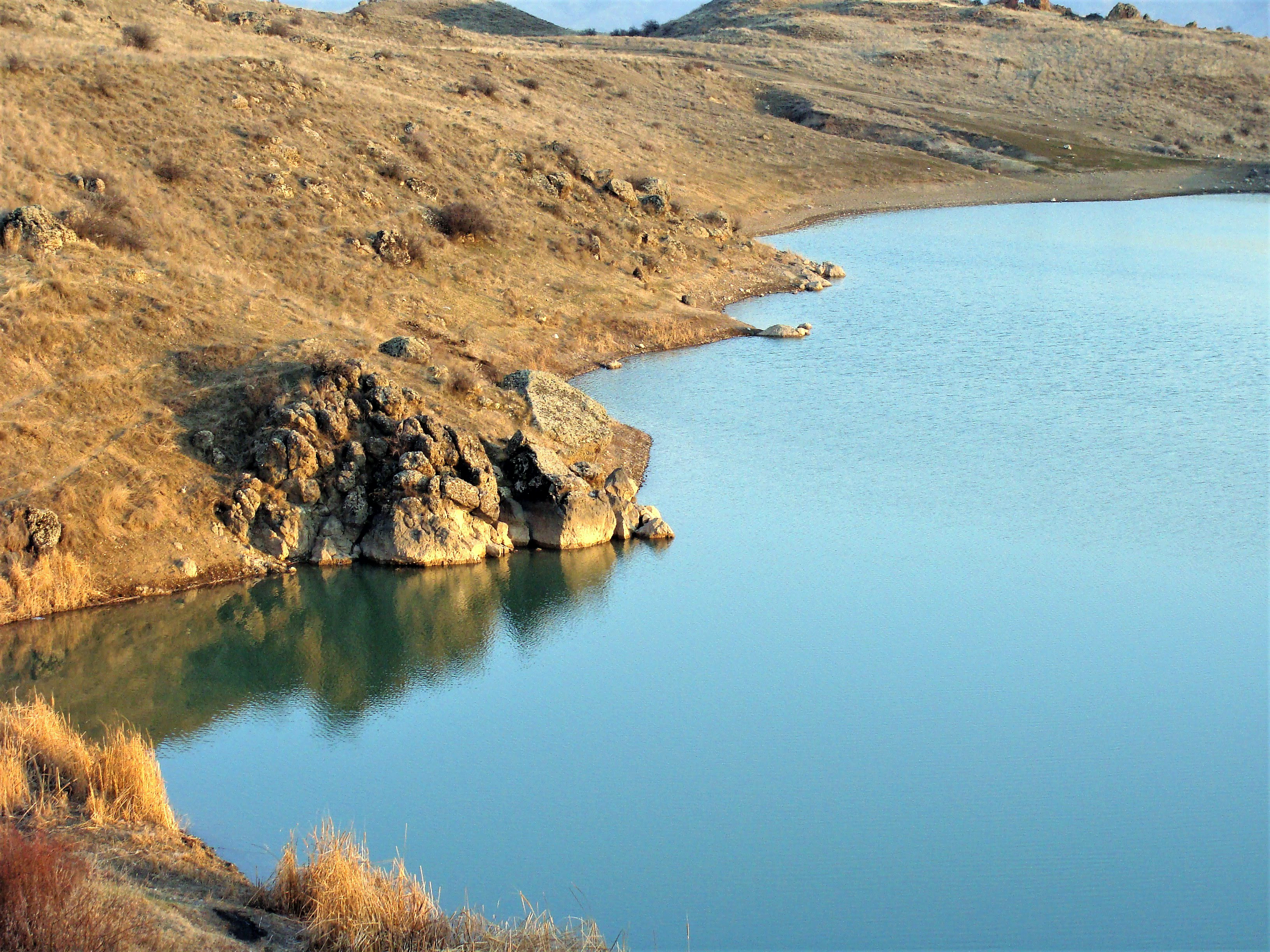
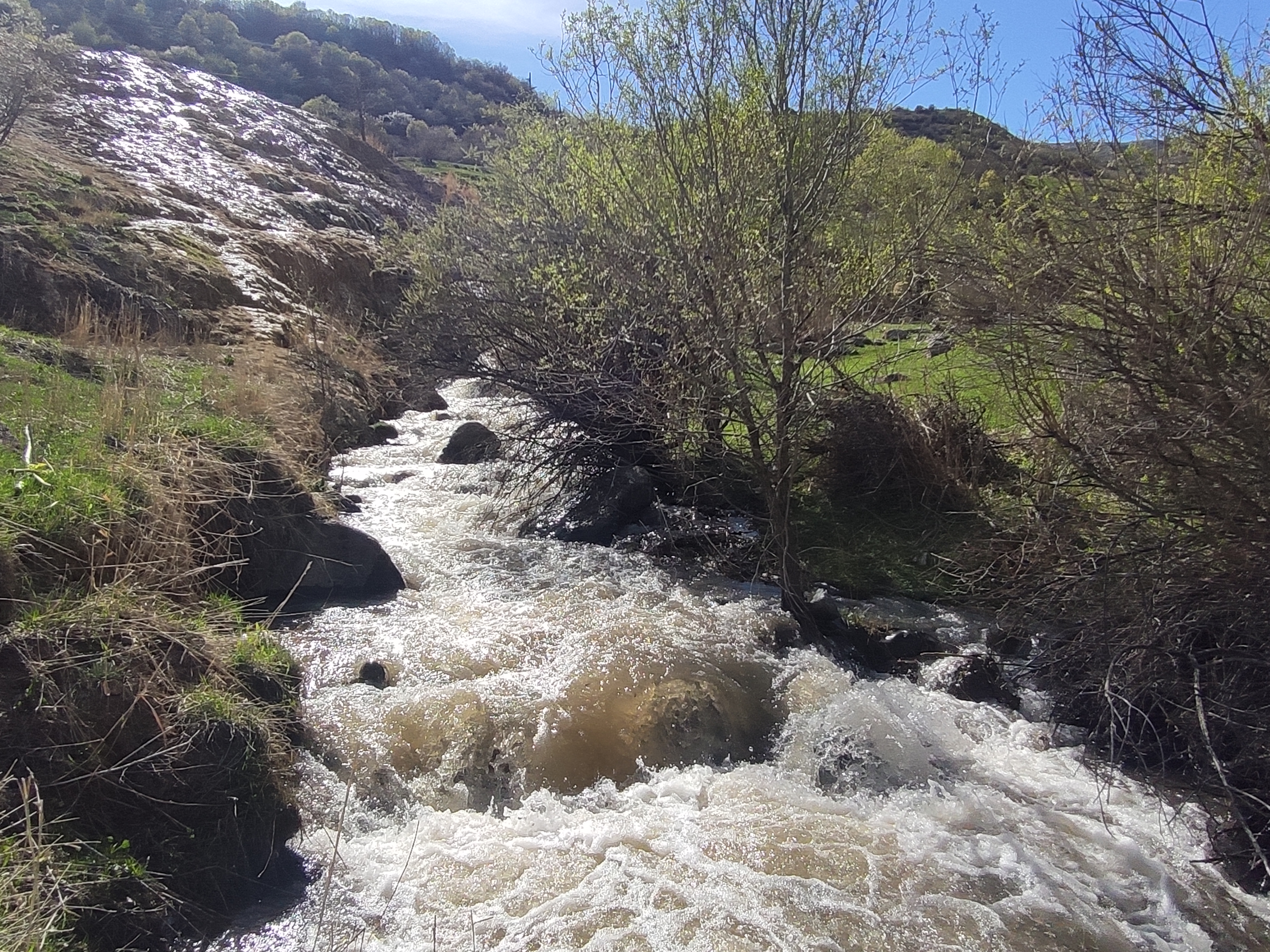
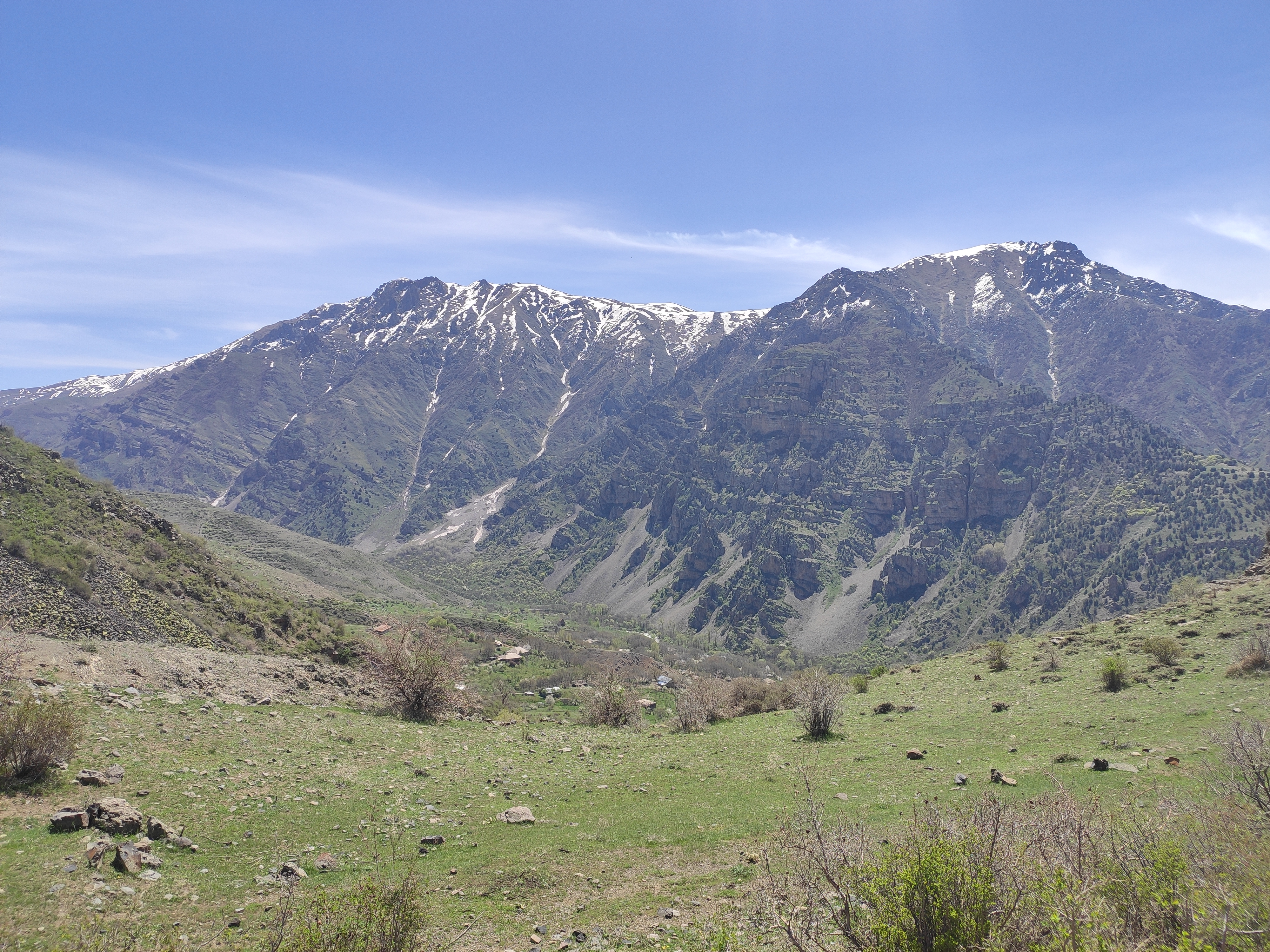
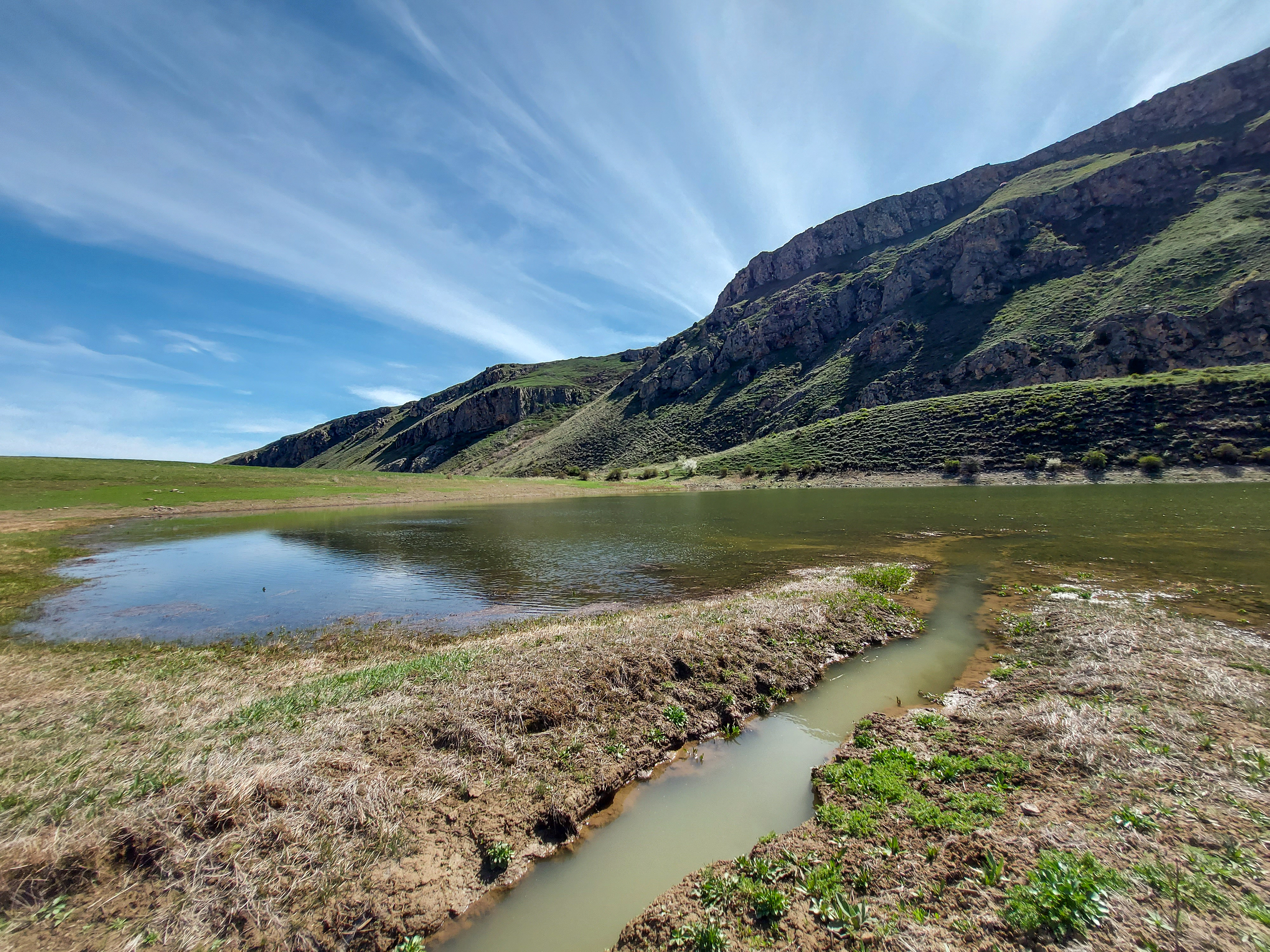
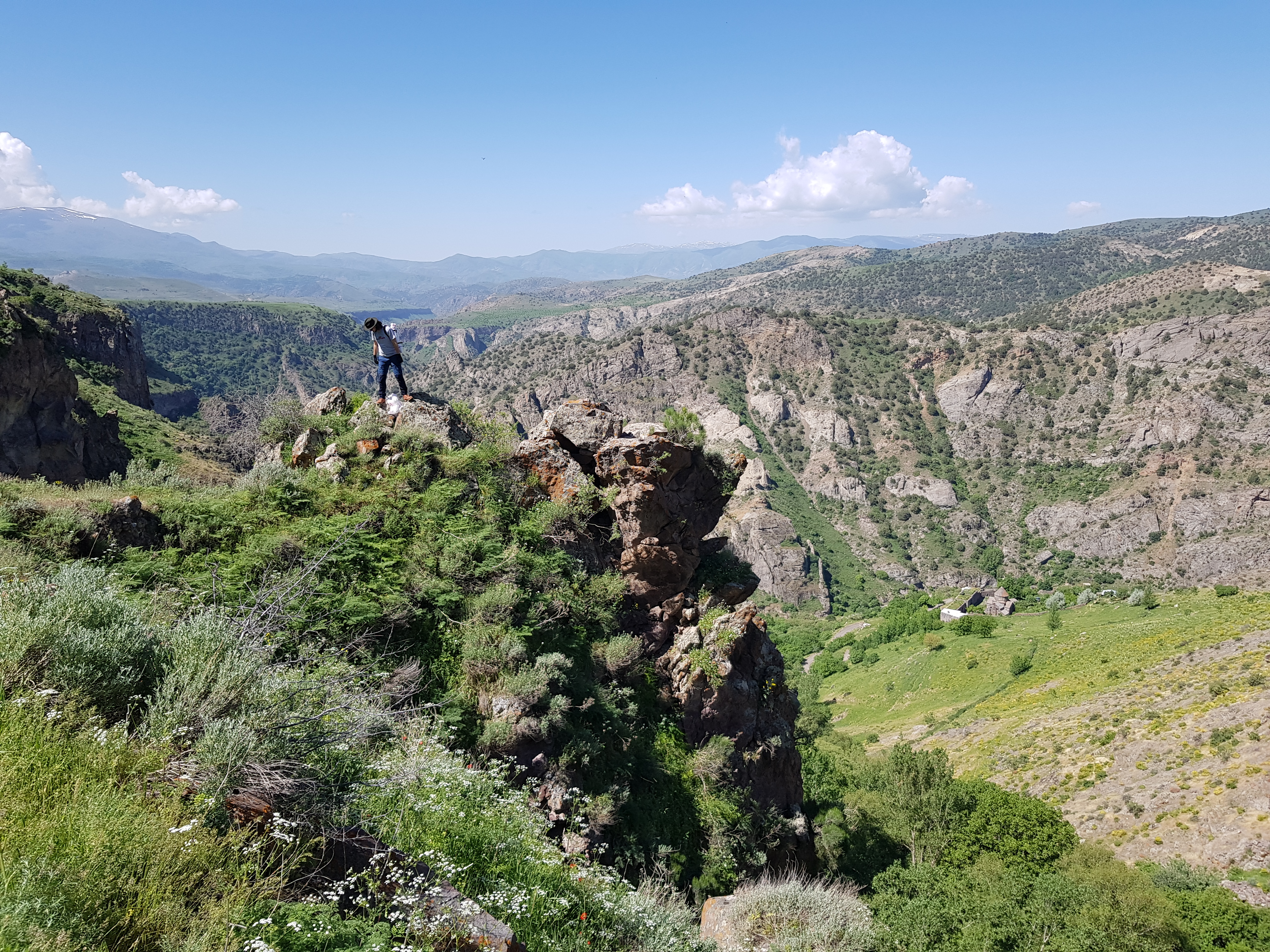
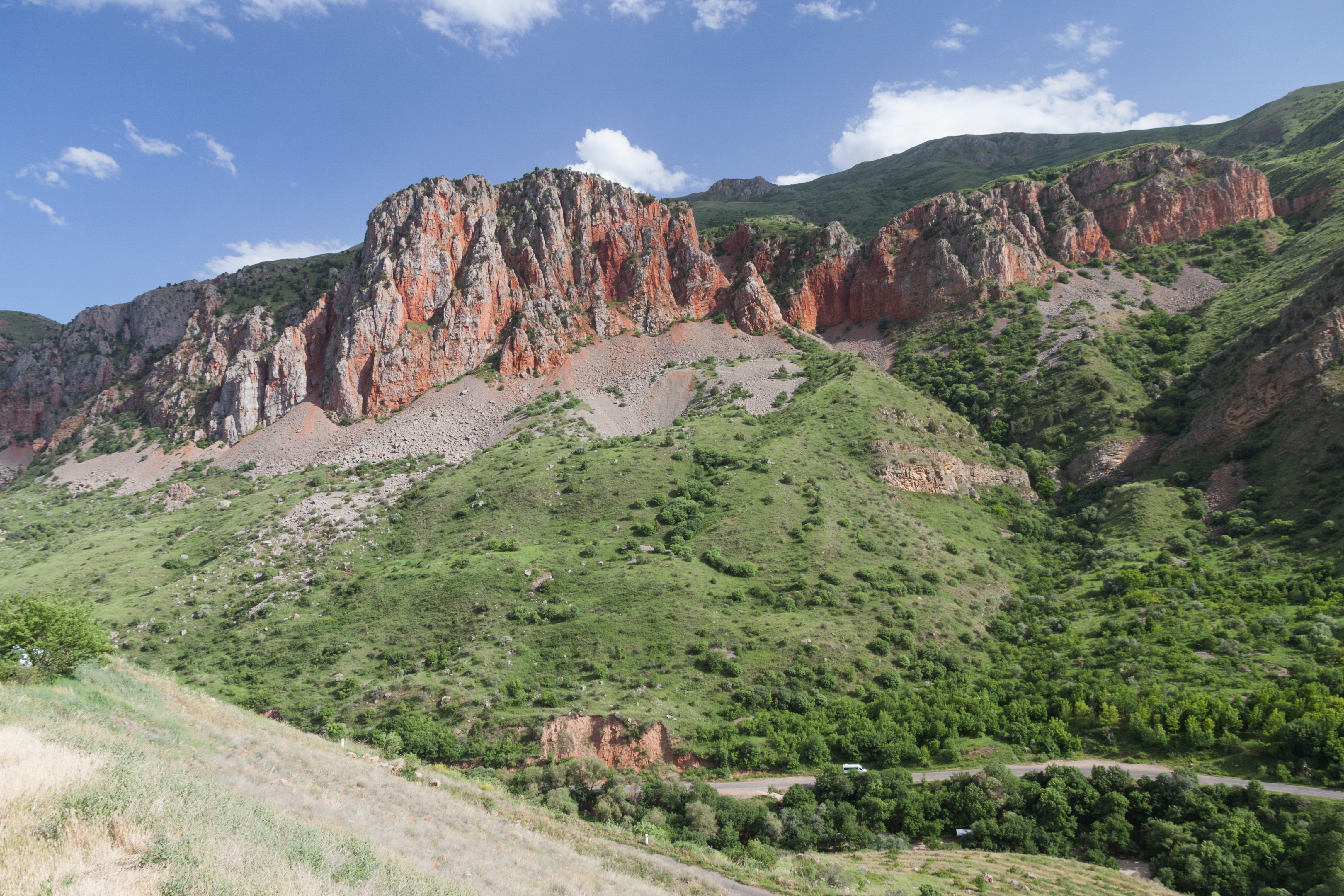
Каньон Гнишик
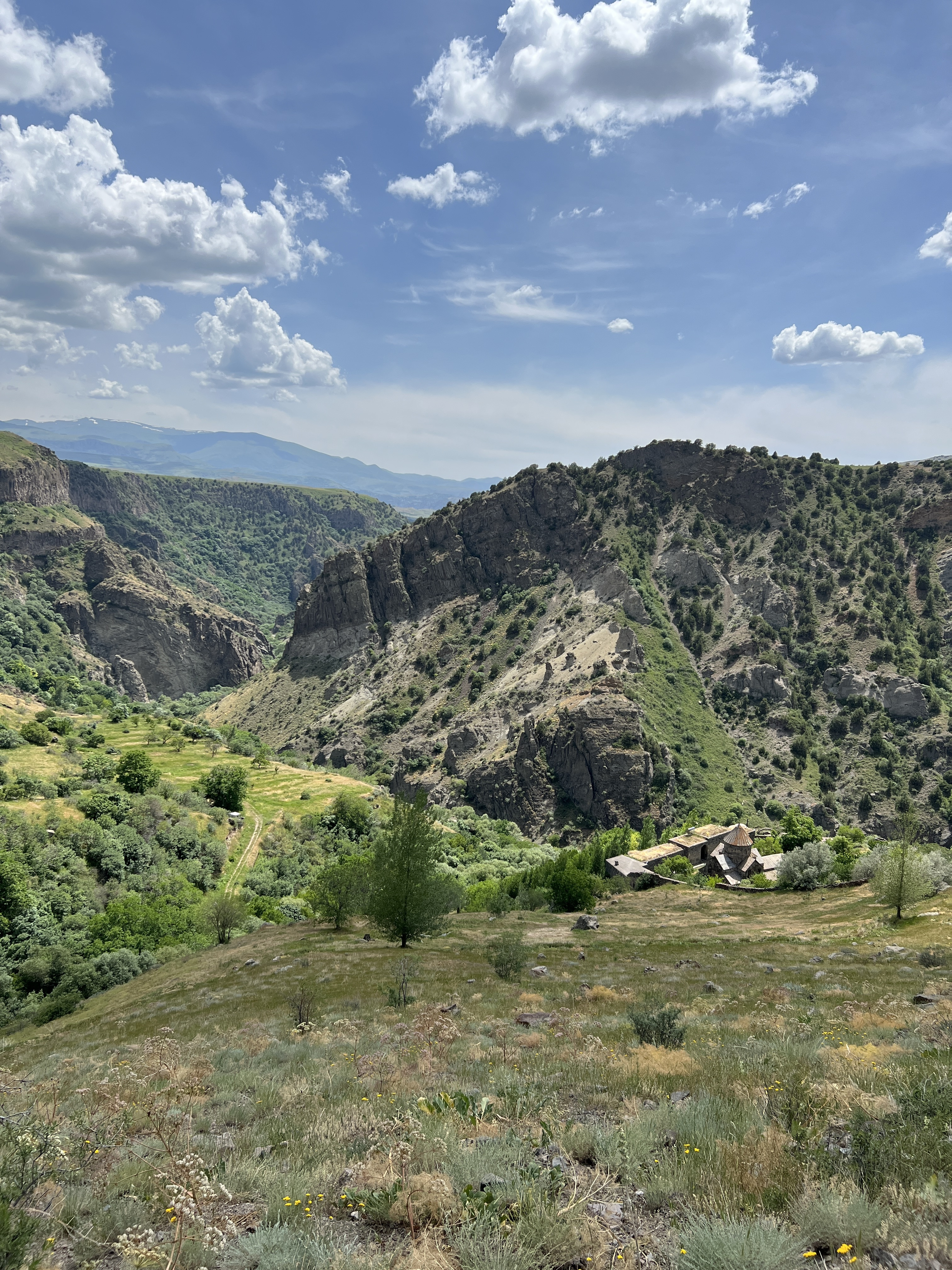
Пейзажи в районе монастыря Гндеванк
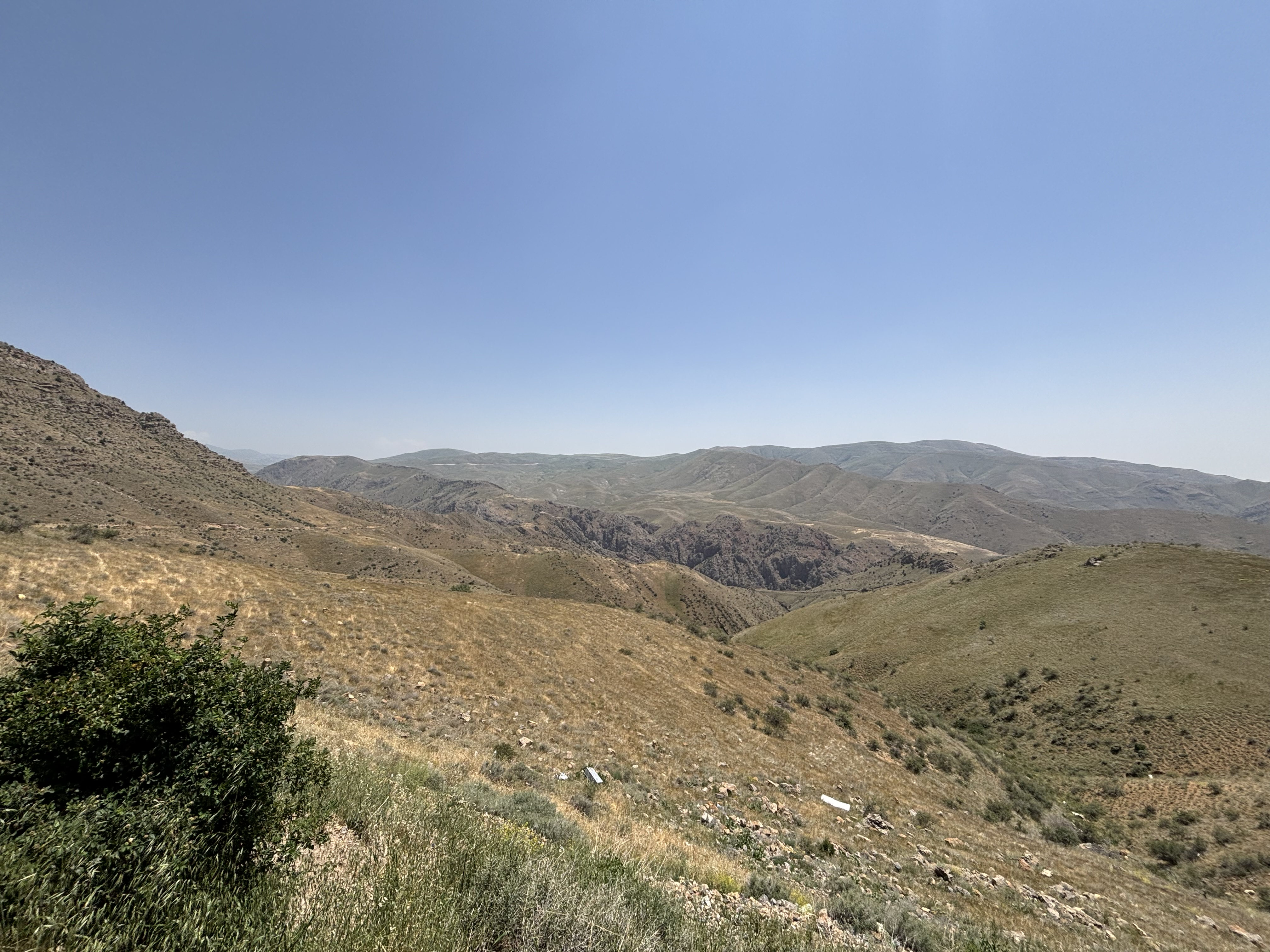
Между Тигранашеном и Урцаланджом

Исторические и культурные сооружения
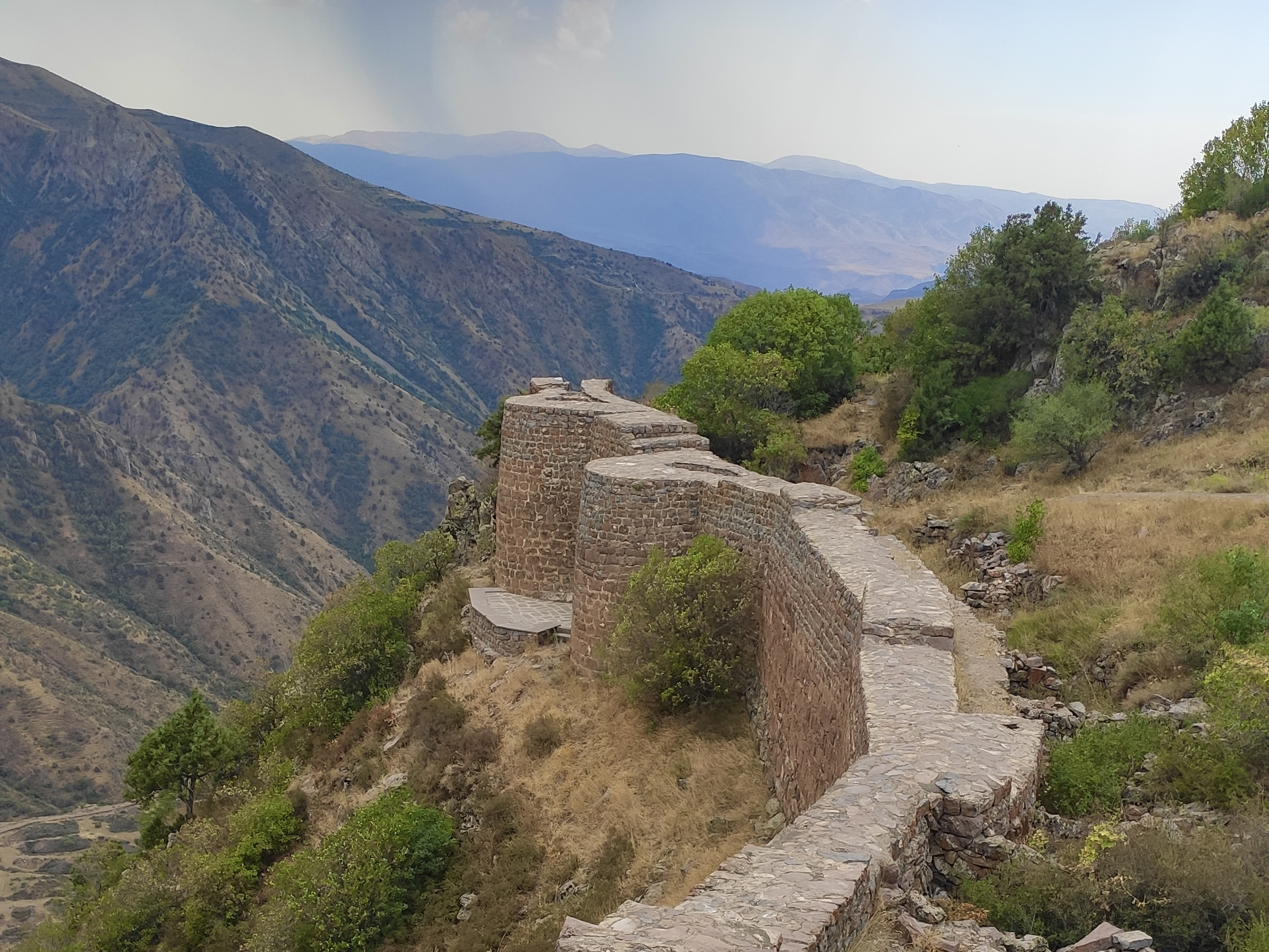
Смбатаберд
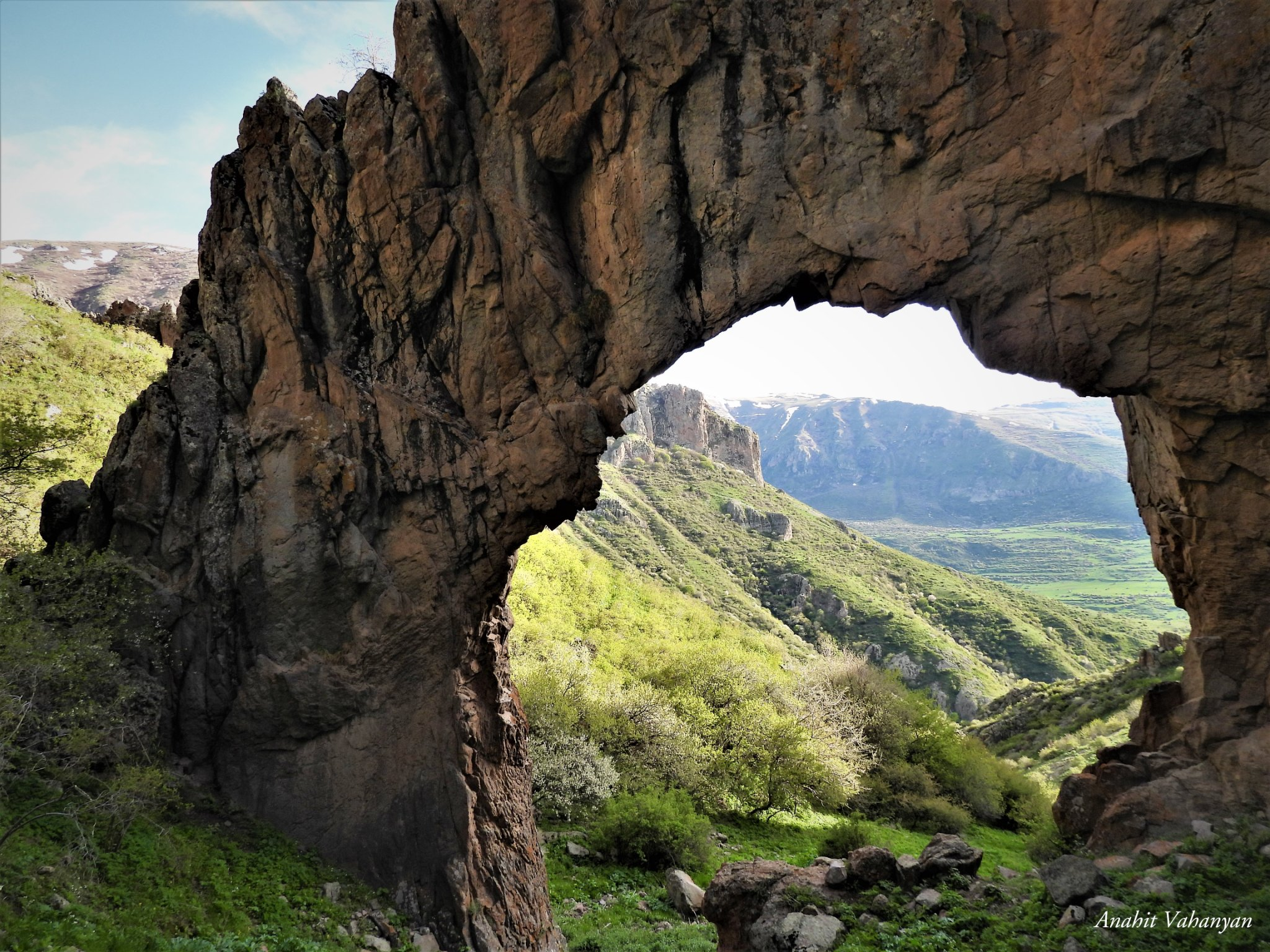
Базальтовый мост и пейзажи в районе села Капуйт

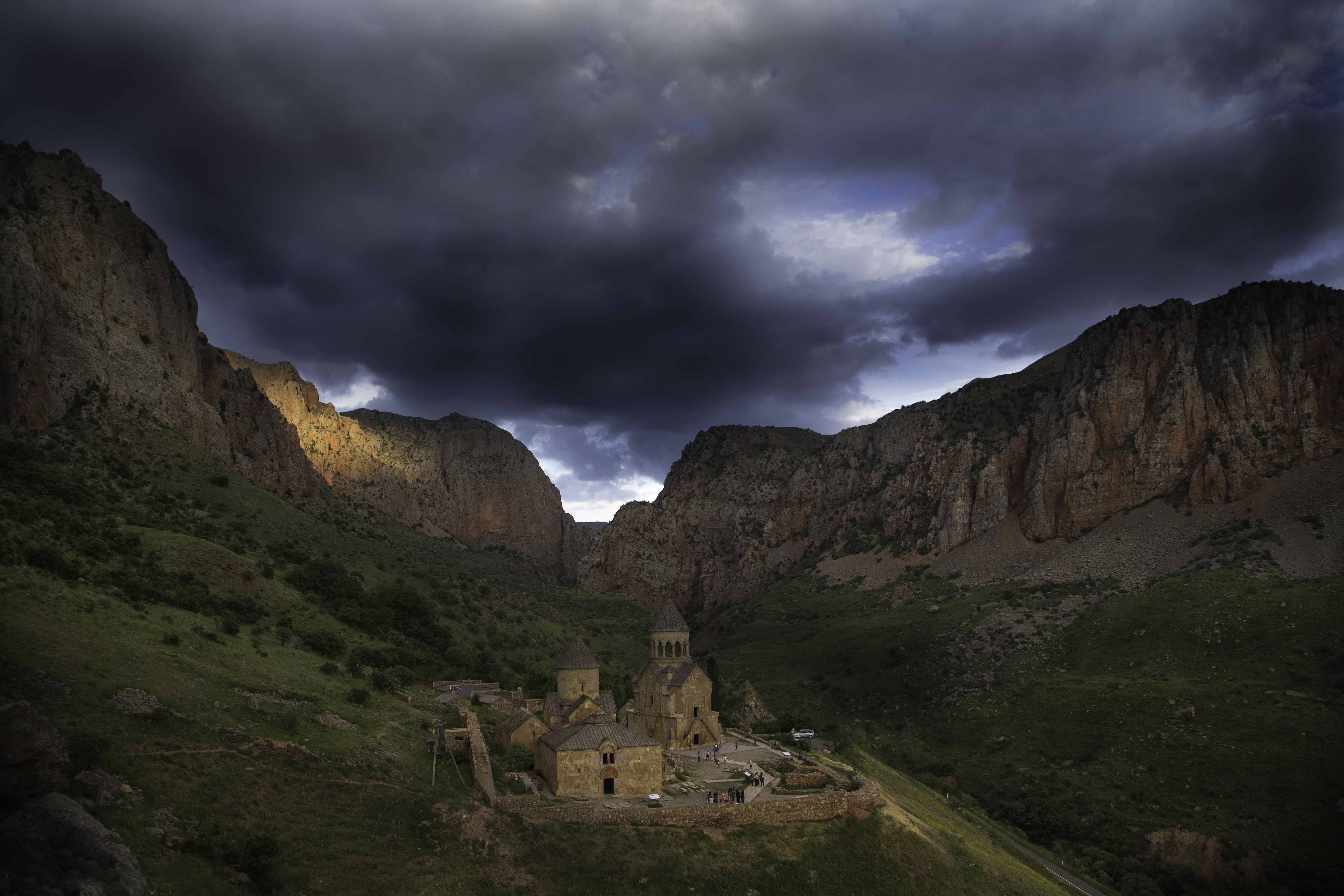
Монастырь Нораванк, XIII век
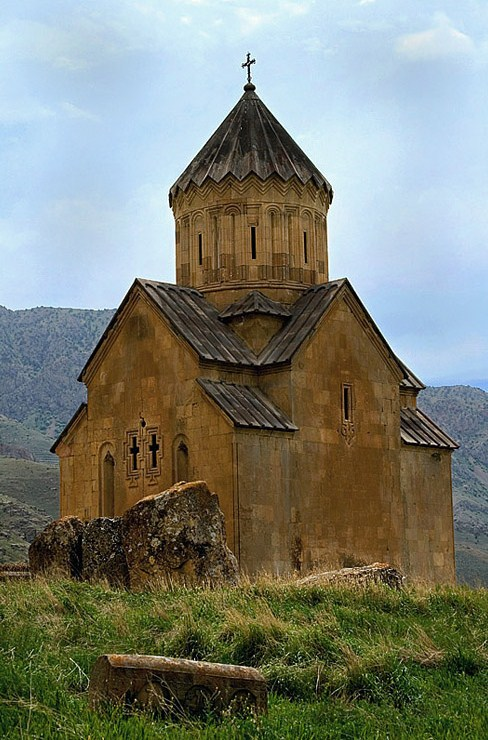
Арени, церковь Богородицы, 1321 год
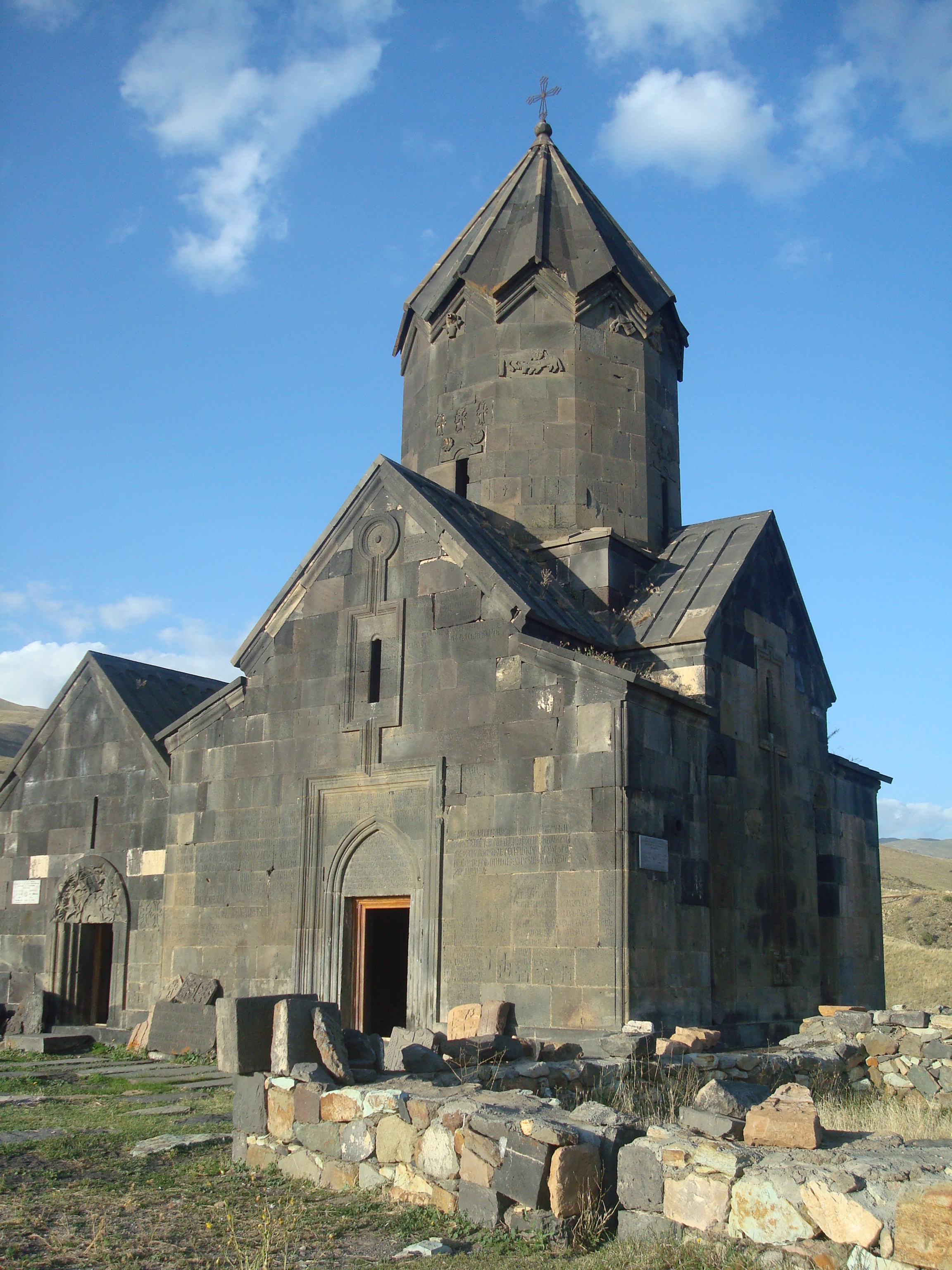
Монастырь Танаат, XIII век
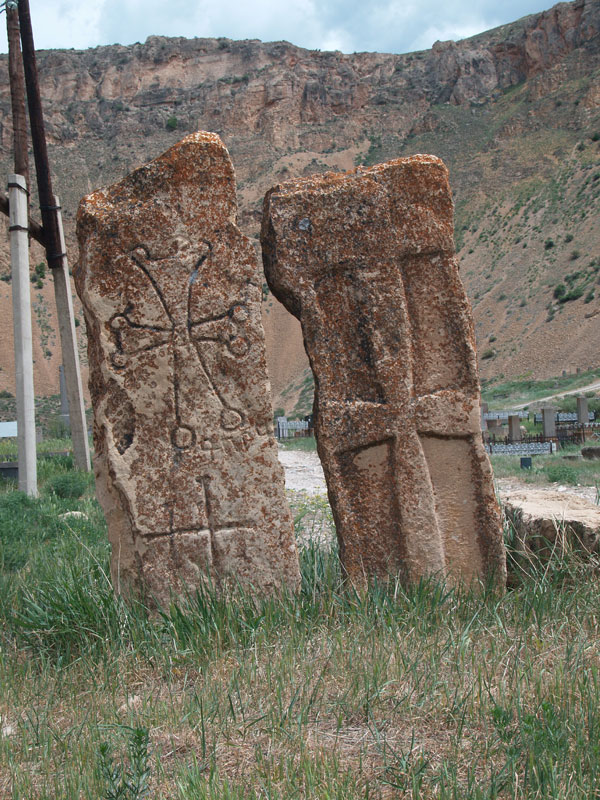
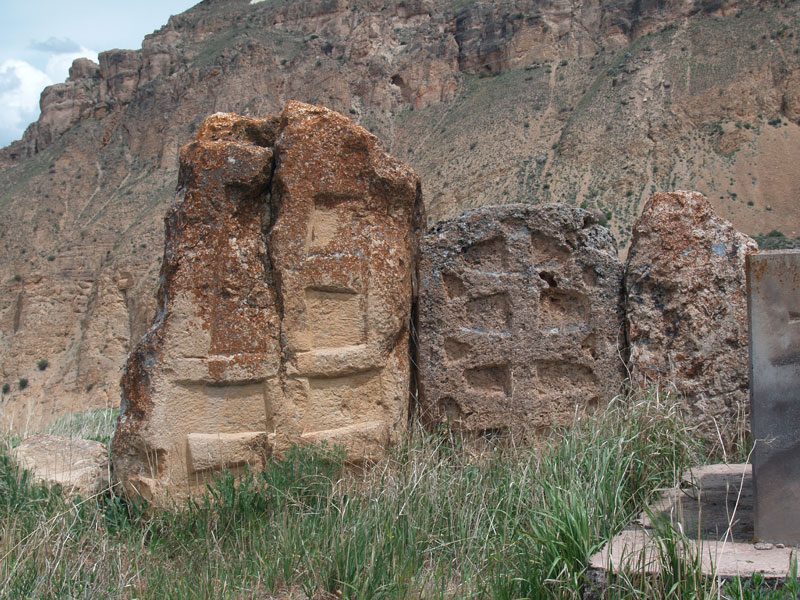
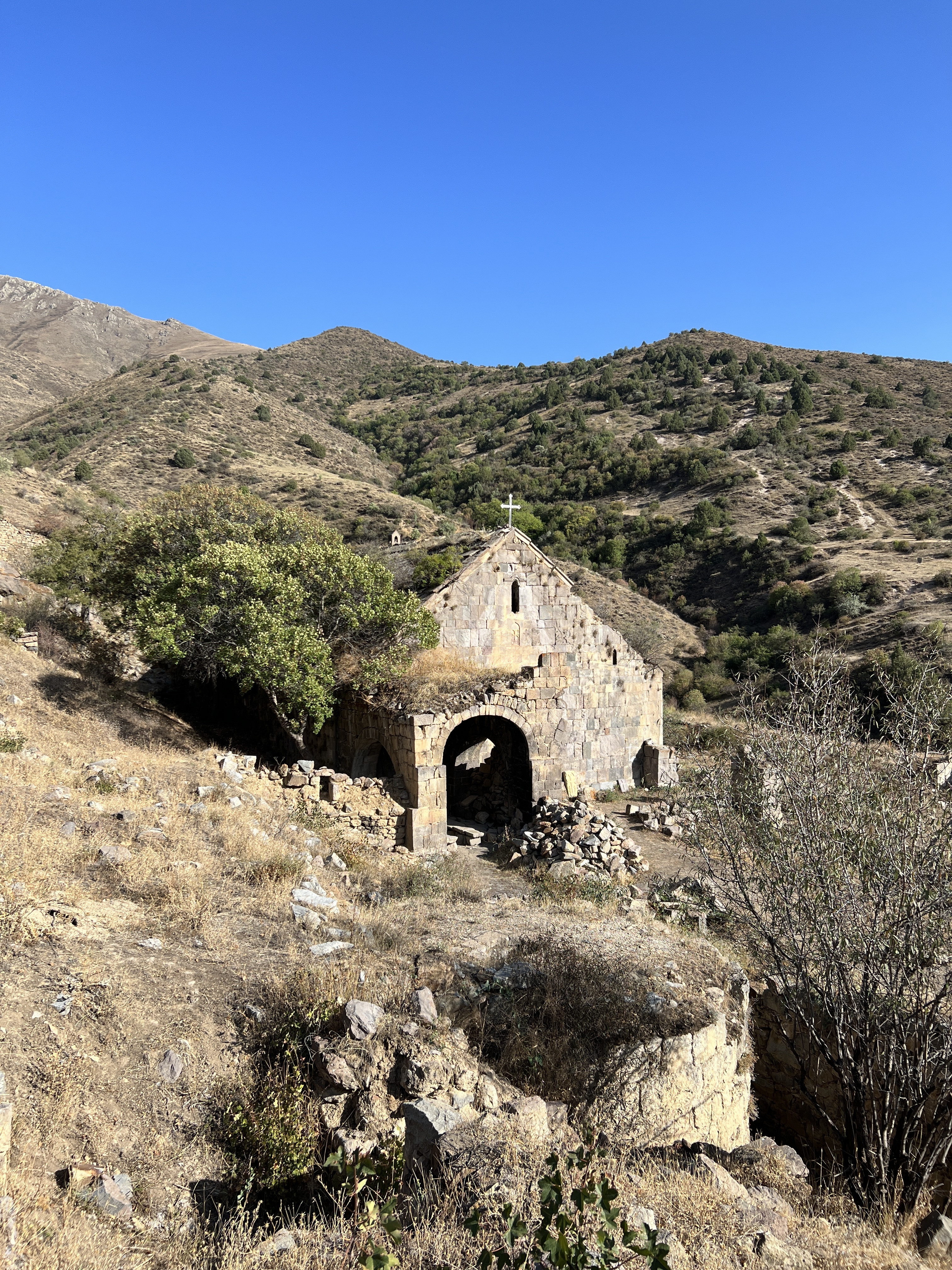
Шативанк
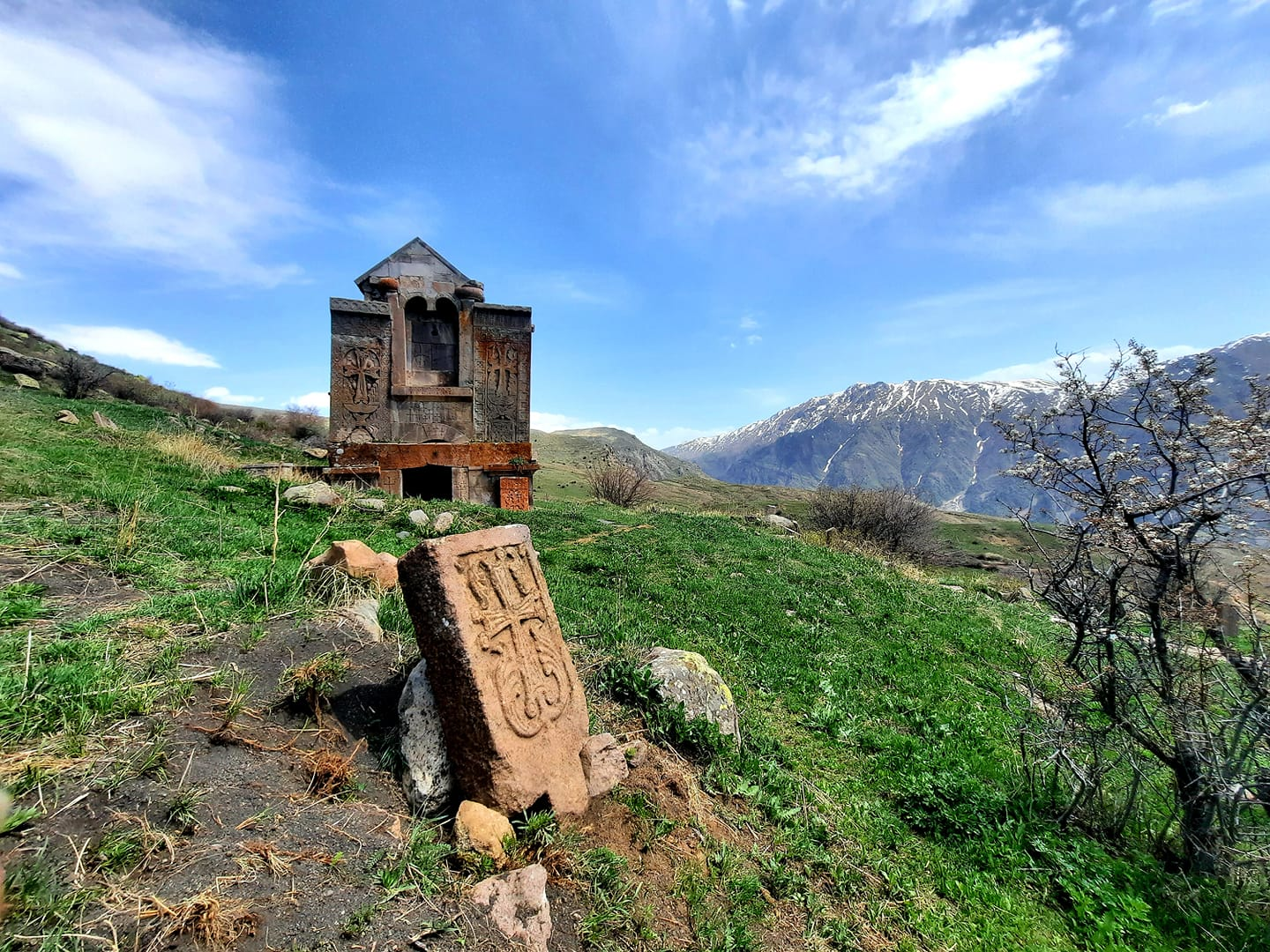
Двухэтажная церковь-гробница Святого Марка Цахаца, Артабуйнк

## Виноделие
Вино производится из уникального местного сорта винограда Арени, с добавлением сорта Саперави. Виноград произрастает здесь на протяжении нескольких тысячелетий, купаясь в щедрых лучах солнца. Его возделывают в уютной долине Вайоц-Дзора в очень ограниченном количестве, что придаёт вину особую ценность. Виноградники расположены на высоте 1400—1800 м над уровнем моря. Вино созревает в дубовых бочках, придающих вину легкий привкус древесины дуба, идеально сочетающийся с фруктовым характером вина.

## Губернаторы[13]
- Ашот Саргсян (1996)
- Пандухт Манукян (1997—2001)
- Вахинак Матевосян (2001—2003)
- Самвел Саргсян (2003—2007)
- Вардгес Матевосян (2007—2010)
- Сергей Багратян (2010—2012)
- Эдгар Казарян (2012—2014)
- Арутюн Саргсян (2014—2018)
- Арагац Сагателян (2018)
- Трдат Саргсян (2018—2019)
- Арарат Григорян (с 2019)